# Juris Hartmanis
Juris Hartmanis (5. juli 1928 i Riga i Letland, død 29. juli 2022) var en datalog og beregningsmæssig teoretiker, der sammen med Richard E. Stearns modtog ACM's Turing Award i 1993 for "anerkendelse af deres skelsættende afhandling, der etablerede grundlaget for området beregningsmæssig kompleksitetsteori".
Hartmanis blev født i Letland som søn af Mārtiņš Hartmanis, en general i den lettiske hær. Efter den sovjetiske besættelse af Letland i 1940 blev Mārtiņš Hartmanis arresteret af myndighederne og døde i et fængsel. Under slutningen af 2. verdenskrig forlod hustru og børn Letland som flygtninge, der frygtede for deres sikkerhed, såfremt Sovjetunionen overtog Letland igen.
De flygtede først til Tyskland, hvor Juris Hartmanis tog hvad der svarer til en bachelorgrad i fysik ved Marburg Universitet. Derefter flyttede han til USA, hvor han tog en mastergrad i anvendt matematik ved University of Kansas City (i dag kendt som University of Missouri-Kansas City) i 1951 og ph.d. i matematik fra Caltech under tilsyn af Robert P. Dilworth i 1955. University of Missouri-Kansas City hædrede ham med Honorary Doctor of Humane Letters i maj 1999.
Efter at have undervist på Cornell University og Ohio State University, sluttede Hartmanis sig til General Electric Research Laboratory i 1958. Mens han var på General Electric, udviklede han mange principper indenfor den beregningsmæssige kompleksitetsteori. I 1965 blev han professor ved Cornell University. På Cornell, var han en af grundlæggerne og den første formand for dets datalogi-afdeling (som var en af de første datalogiske institutter i verden). Hartmanis er fellow i Association for Computing Machinery og medlem af National Academy of Engineering.
Han er bedst kendt for den Turing-prisvindende afhandling han udfærdigede samen med Richard Stearns, i hvilken han indførte tidskompleksitetets klasser TIME (f(n)) og beviste tidshierarkiets teorem.